# Муромский железнодорожный мост
Муромский железнодорожный мост — железнодорожный мост через реку Оку в Муроме на перегоне Муром — Арзамас. Входит в состав южного направления транссибирской магистрали и южного хода ГЖД.

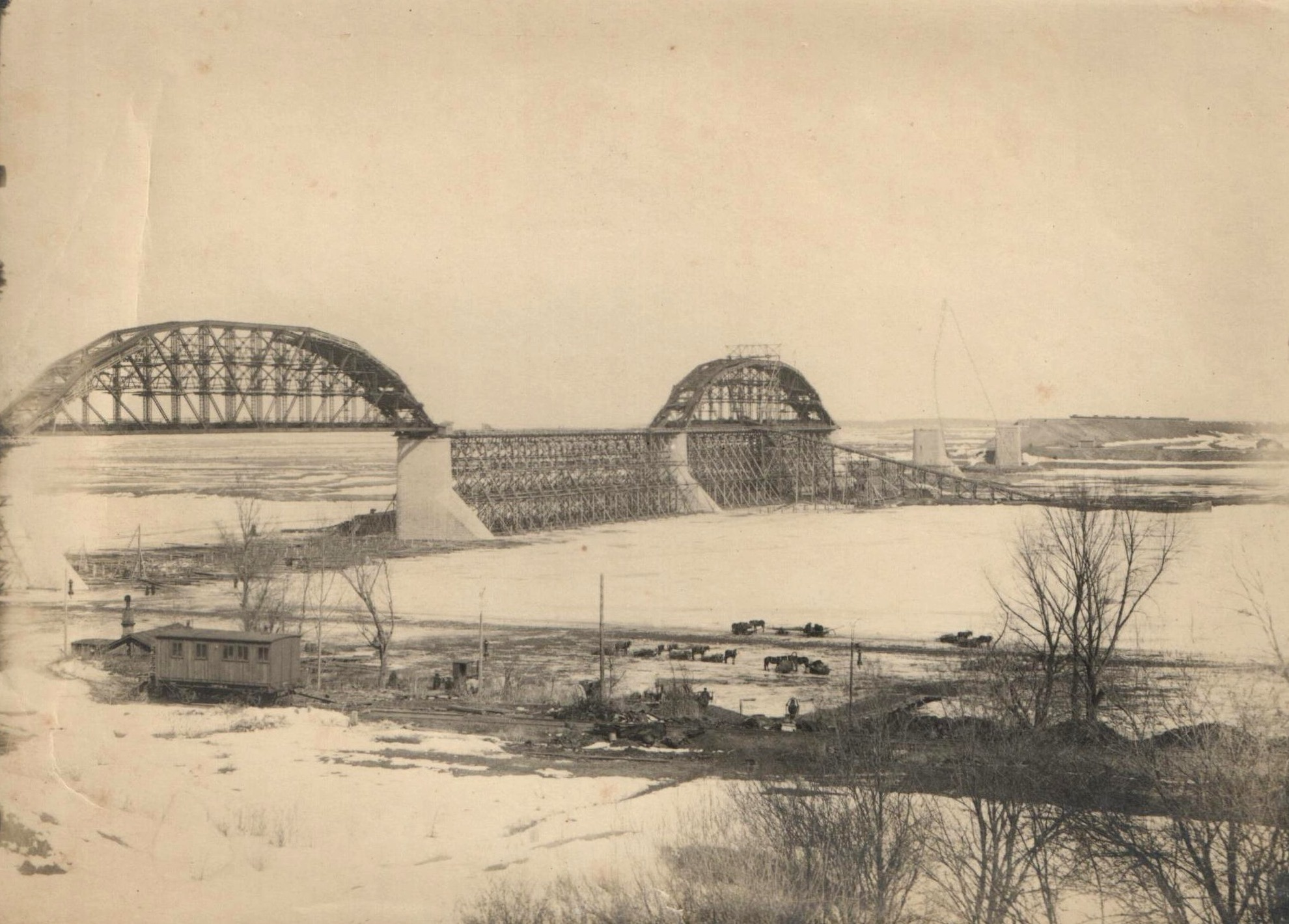
Муромский мост во время постройки. Начало 1912 года

Строительство моста для продолжения ветки Ковров—Муром в направлении Казани было начато в июне 1910 года и продлилось 2 года и 3 месяца. 
20 августа 1912 года было склёпано последнее пролётное сооружение, а уже 2 сентября состоялось испытание моста четырьмя гружёнными балластом составами и в тот же день по мосту было открыто движение поездов.
Изначально мост имел пешеходную полосу, однако в августе 1914 года, в связи с началом Первой мировой войны, проход пешеходов был запрещён.
В конце 1970-х годов по мосту была проложена вторая ветка.
С января 2001 года по декабрь 2004 года проводилась замена мостовых пролетов. Работы проходили без остановки движения. Во время реконструкции, для демонтажа пролёта, впервые на ГЖД был применён метод направленного взрыва.